# Bill Cook
William Osser Xavier Cook, född 9 oktober 1896 i Brantford, Ontario, död 6 april 1986 i Kingston, Ontario, var en kanadensisk professionell ishockeyspelare och ishockeytränare. Bill Cook spelade 11 säsonger i NHL för New York Rangers. Cook var New York Rangers förste lagkapten och ledde på den positionen laget till två Stanley Cup, säsongerna 1927–28 och 1932–33.
I New York Rangers spelade Cook i en framgångsrik kedja kallad "Bread Line" tillsammans med centern Frank Boucher och vänsterforwarden tillika yngre brodern Bun Cook.
Bill Cook vann NHL:s målliga tre gånger – 1926–27, 1931–32 och 1932–33 – samt NHL:s poängliga två gånger, 1926–27 och 1932–33.
Bill Cook valdes in i Hockey Hall of Fame 1952.

## Statistik

### Spelare
| 1922–23           | Saskatoon Crescents | WCHL              | 30  | 9   | 16  | 25  | 19  | —  | —  | —  | —  | —  |
| 1923–24           | Saskatoon Crescents | WCHL              | 30  | 26  | 14  | 40  | 20  | —  | —  | —  | —  | —  |
| 1924–25           | Saskatoon Sheiks    | WCHL              | 27  | 22  | 10  | 32  | 79  | 2  | 0  | 0  | 0  | 4  |
| 1925–26           | Saskatoon Sheiks    | WHL               | 30  | 31  | 13  | 44  | 26  | 2  | 2  | 0  | 2  | 26 |
| 1926–27           | New York Rangers    | NHL               | 44  | 33  | 4   | 37  | 58  | 2  | 1  | 0  | 1  | 6  |
| 1927–28           | New York Rangers    | NHL               | 43  | 18  | 6   | 24  | 42  | 9  | 2  | 3  | 5  | 26 |
| 1928–29           | New York Rangers    | NHL               | 43  | 15  | 8   | 23  | 41  | 6  | 0  | 0  | 0  | 6  |
| 1929–30           | New York Rangers    | NHL               | 44  | 29  | 30  | 59  | 56  | 4  | 0  | 1  | 1  | 11 |
| 1930–31           | New York Rangers    | NHL               | 43  | 30  | 12  | 42  | 39  | 4  | 3  | 0  | 3  | 4  |
| 1931–32           | New York Rangers    | NHL               | 48  | 34  | 14  | 48  | 33  | 7  | 3  | 3  | 6  | 2  |
| 1932–33           | New York Rangers    | NHL               | 48  | 28  | 22  | 50  | 51  | 8  | 3  | 2  | 5  | 4  |
| 1933–34           | New York Rangers    | NHL               | 48  | 13  | 13  | 26  | 21  | 2  | 0  | 0  | 0  | 2  |
| 1934–35           | New York Rangers    | NHL               | 48  | 21  | 15  | 36  | 23  | 4  | 1  | 2  | 3  | 7  |
| 1935–36           | New York Rangers    | NHL               | 44  | 7   | 10  | 17  | 16  | —  | —  | —  | —  | —  |
| 1936–37           | New York Rangers    | NHL               | 21  | 1   | 4   | 5   | 6   | —  | —  | —  | —  | —  |
| 1937–38           | Cleveland Barons    | IAHL              | 5   | 0   | 0   | 0   | 5   | 1  | 0  | 0  | 0  | 0  |
| WCHL + WHL totalt | WCHL + WHL totalt   | WCHL + WHL totalt | 117 | 88  | 53  | 141 | 144 | 4  | 2  | 0  | 2  | 30 |
| NHL totalt        | NHL totalt          | NHL totalt        | 474 | 229 | 138 | 367 | 386 | 46 | 13 | 11 | 24 | 68 |

### Tränare
M = Matcher, V = Vinster, F = Förluster, P = Poäng, SP = Segerprocent, Div. = Divisionsresultat 
| Säsong  | Lag              | Liga   | Grundserie | Grundserie | Grundserie | Grundserie | Grundserie | Grundserie | Grundserie | Slutspel |
| Säsong  | Lag              | Liga   | M          | V          | F          | O          | P          | SP         | Div.       | Resultat |
| ------- | ---------------- | ------ | ---------- | ---------- | ---------- | ---------- | ---------- | ---------- | ---------- | -------- |
| 1951–52 | New York Rangers | NHL    | 47         | 17         | 22         | 8          | 42         | .447       | 5:a        | –        |
| 1952–53 | New York Rangers | NHL    | 70         | 17         | 37         | 16         | 50         | .357       | 6:a        | –        |
| Totalt  | Totalt           | Totalt | 117        | 34         | 59         | 24         | 92         | .393       |            |          |